# Charles Messier
Charles Messier (ur. 26 czerwca 1730 w Badonviller, zm. 12 kwietnia 1817 w Paryżu) – astronom francuski, poszukiwacz komet, pierwszy, który stworzył systematyczny katalog obiektów mgławicowych i gromad gwiazd (tzw. Katalog Messiera). W tym czasie nazwą mgławic określano wszystkie rozmyte źródła światła na niebie.

## Życiorys
Tworzenie listy obiektów mgławicowych rozpoczął w 1760. W roku 1781 opublikował ostateczną wersję katalogu obiektów niegwiazdowych – „Catalogue des nebuleuses et des amas d’etoiles” (znanego jako Katalog Messiera). Zawierał dane o 103 obiektach, z których Messier osobiście odkrył 64 lub 65. Obejmował liczne mgławice, galaktyki i gromady gwiazd. W późniejszych wydaniach katalog został uzupełniony przez innych badaczy o dalsze 7 obiektów, które odkrył Messier i jego przyjaciel Pierre Méchain już po opublikowaniu katalogu z 1781 roku. W Katalogu Messiera obiekt oznaczany jest literą M z kolejną liczbą (od 1 do 110). Pierwszym prawdziwym obiektem odkryciem Messiera był obiekt M 3 – gromada kulista gwiazd w Psach Gończych.
Messier odkrył także 13 komet oraz był niezależnym współodkrywcą kolejnych siedmiu. Obecnie jest bardziej znany z katalogu obiektów niekometarnych niż z odkrytych przez siebie komet.